# Ellinor Persson
Ellinor Persson, tidigare gift Geete, född 5 oktober 1965 i Sveg i Jämtlands län, är en svensk programledare.

## Uppväxt och karriär
Persson, som är uppväxt i Sundsvall, kom på andra plats i Fröken Sverige 1988 och hade uppdrag som konferencier på olika ställen när hon träffade den avlägset bekante Jan Trolin som uppmanade henne att söka som programledare till SVT:s ungdomsredaktion i Växjö. Hon anställdes hösten 1989 och arbetade som programledare för Kosmopol och Unga tvåan. 1990–1992 ledde hon tillsammans med Trolin programmet Vi i femman, som sändes från Göteborg.
Efter tre år på TV3 började hon med nöjesmagasinet Hot Pepper på Kanal 5. Programmet lades dock ned efter tre veckor. 2001 blev hon programledare för Upp till bevis på SVT.
Tillsammans med Dick Harrison vann hon På spåret 2004 efter att ha slagit Stefan Holm och Ingela Agardh i finalen med 1 poäng. 2013 upprepade de bedriften genom att i finalen besegra Lennart Dahlgren och Cecilia Hagen.

## Familjeliv
År 1997 drabbades hon av hypotyreos i samband med sin sons födelse. År 2000 födde hon även en dotter.

## TV-, radio- och scenframträdanden
- 1988 och 1989: Unga tvåan
- 1989 - Nöjesprogrammet Ritz, SVT
- 1990 - Sommarlov, SVT
- 1990 - Kosmopol, SVT
- 1991 - Kosmopol, SVT
- 1991 - Vi i femman, SVT
- 1992 - Kosmopol, SVT
- 1992 – Söndagsöppet (Tre par i leken), SVT [4]
- 1995 - Resumé Direkt, TV3
- 1995 - Programledare för Önska i Sveriges Radio P3
- 1995 - Programledare för Folkradion i Sveriges Radio P3
- 1995 - Programledare för Resumé Direkt, TV3
- 1995 - Tävlande i SVT:s På spåret
- 1996 - Programledare för ishockey-VM från Wien, TV3
- 1996 - Redaktör för Kanal 5:s Lotta
- 1997 - Redaktör för SVT:s Expedition: Robinson
- 1998 - Programledare för TV3:s Vilda djur
- 1998 - Programledare för Kanal 5:s Hot Pepper
- 1999 - Programledare för SVT:s Uppdrag:musik
- 1999 - Programledare för SVT:s Sommarnöje i Borlänge
- 1999 - Programledare för SVT:s Sommarnöje från Furuviksparken
- 2001 - Programledare för SVT:s Upp till bevis
- 2001 - Gäst i TV3:s Klassfesten
- 2004 - Tävlande i SVT:s På spåret
- 2006 - Tävlande i SVT:s Otroligt antikt
- 2008 - Skådespelare i musikalen Sune på Göta Lejon, Stockholm
- 2012 - Tävlande i SVT:s På spåret
- 2015 - Programledare för På perrongen i SVTplay
- 2019 - Toppar & dalar – En äventyrsresa Deltagare